# Coppa delle nazioni UNCAF 1995
La Coppa delle nazioni UNCAF 1995 (UNCAF Nations Cup 1995) fu la terza edizione della Coppa delle nazioni UNCAF, la competizione calcistica per nazione organizzata dall'UNCAF. La competizione si svolse in El Salvador dal 29 novembre al 10 dicembre 1995 e vide la partecipazione di sei squadre: Belize, Costa Rica, El Salvador, Guatemala, Honduras e Panama. Il torneo, che si tiene ogni due anni a partire dal 1991, vale anche come qualificazione per la CONCACAF Gold Cup.
L'UNCAF organizzò questa competizione dal 1991 al 2009 sotto il nome di Coppa delle nazioni UNCAF; dall'edizione del 2011 cambiò nome e divenne Coppa centroamericana.

## Formula
- Qualificazioni

Playoff - 2 squadre, giocano playoff di andata e ritorno, la vincente si qualifica alla fase finale della Coppa delle nazioni UNCAF 1995.
- Fase Finale

Fase a gruppi - 6 squadre, divisi in due gruppi da tre squadre. Giocano partite di sola andata, la prima e la seconda classificata si qualificano alle semifinali.
Fase a eliminazione diretta - 4 squadre, giocano semifinale e finale con partite di sola andata. La vincente si laurea campione UNCAF. Le prime tre classificate si qualificano alla fase finale della CONCACAF Gold Cup 1996.

## Stadi
| San Salvador           | Santa Ana             |
| ---------------------- | --------------------- |
| Estadio Cuscatlán      | Estadio Oscar Quiteño |
| Capienza: 39,000       | Capienza: 15,000      |
|                        |                       |
| San Salvador Santa Ana |                       |

## Squadre partecipanti
| Pr. | Squadra     | Data di qualificazione certa | Partecipante in quanto                                         | Partecipazioni precedenti al torneo | Ultima presenza |
| --- | ----------- | ---------------------------- | -------------------------------------------------------------- | ----------------------------------- | --------------- |
| 1   | El Salvador | -                            | Rappresentativa della nazione organizzatrice della fase finale | 2 (1991, 1993)                      | Honduras 1993   |
| 2   | Belize      | -                            | Qualificata di diritto                                         | -                                   | Esordiente      |
| 3   | Costa Rica  | -                            | Qualificata di diritto                                         | 2 (1991, 1993)                      | Honduras 1993   |
| 4   | Guatemala   | -                            | Qualificata di diritto                                         | 1 (1991)                            | Costa Rica 1991 |
| 5   | Honduras    | -                            | Qualificata di diritto                                         | 2 (1991, 1993)                      | Honduras 1993   |
| 6   | Panama      | 29 ottobre 1995              | Vincente del playoff della fase finale di qualificazione       | 1 (1993)                            | Honduras 1993   |

Nella sezione "partecipazioni precedenti al torneo", le date in grassetto indicano che la nazione ha vinto quella edizione del torneo, mentre le date in corsivo indicano la nazione ospitante.

## Fase finale

### Fase a gruppi

#### Gruppo A

##### Classifica
| Pos | Squadra     | P.ti | G | V | N | P | GF | GS | DR |
| --- | ----------- | ---- | - | - | - | - | -- | -- | -- |
| 1   | El Salvador | 6    | 2 | 2 | 0 | 0 | 5  | 1  | +4 |
| 2   | Costa Rica  | 3    | 2 | 1 | 0 | 1 | 3  | 3  | 0  |
| 3   | Belize      | 0    | 2 | 0 | 0 | 2 | 1  | 5  | -4 |

El Salvador e Costa Rica qualificate alle semifinali.

##### Risultati
| Arbitro: | Burgos |

|                                                |           |  |
| Cienfuegos 55’ Rivera 58’ (rig.) Díaz Arce 76’ | Marcatori |  |

| Arbitro: | Morales |

|                       |           |               |
| Fonseca 8’ Wright 66’ | Marcatori | 27’ MacCauley |

| Arbitro: | Pedroza |

|                           |           |                    |
| Rivera 62’ Cienfuegos 82’ | Marcatori | 32’ Sergio Morales |

#### Gruppo B

##### Classifica
| Pos | Squadra   | P.ti | G | V | N | P | GF | GS | DR |
| --- | --------- | ---- | - | - | - | - | -- | -- | -- |
| 1   | Honduras  | 6    | 2 | 2 | 0 | 0 | 4  | 0  | +4 |
| 2   | Guatemala | 3    | 2 | 1 | 0 | 1 | 1  | 2  | -1 |
| 3   | Panama    | 0    | 2 | 0 | 0 | 2 | 0  | 3  | -3 |

Honduras e Guatemala qualificate alle semifinali.

##### Risultati
| Arbitro: | M. Rodriguez |

|                             |           |  |
| Pineda Chacón 25’ Pavón 73’ | Marcatori |  |

| Arbitro: | Mejias |

|           |           |  |
| Rodas 21’ | Marcatori |  |

| Arbitro: | Bennett |

|                             |           |  |
| Nicolás Suazo 47’ Núñez 89’ | Marcatori |  |

### Fase a eliminazione diretta

#### Tabellone
|  | Semifinali  | Semifinali  | Semifinali |           |          | Finale          | Finale          | Finale          |  |
|  |             |             |            |           |          |                 |                 |                 |  |
|  | Honduras    | Honduras    | 1 (4)      |           |          |                 |                 |                 |  |
|  | Honduras    | Honduras    | 1 (4)      |           |          |                 |                 |                 |  |
|  | Costa Rica  | Costa Rica  | 1 (2)      |           |          |                 |                 |                 |  |
|  | Costa Rica  | Costa Rica  | 1 (2)      |           | Honduras | Honduras        | 3               |                 |  |
|  |             |             |            |           | Honduras | Honduras        | 3               |                 |  |
|  |             |             | Guatemala  | Guatemala | 0        |                 |                 |                 |  |
|  | El Salvador | El Salvador | Guatemala  | Guatemala | 0        | 0               |                 |                 |  |
|  | El Salvador | El Salvador |            |           |          | 0               |                 |                 |  |
|  | Guatemala   | Guatemala   | 1          |           |          | Finale 3º posto | Finale 3º posto | Finale 3º posto |  |
|  | Guatemala   | Guatemala   | 1          |           |          |                 |                 |                 |  |
|  |             |             |            |           |          |                 |                 |                 |  |
|  |             |             |            |           |          | El Salvador     | El Salvador     | 2               |  |
|  |             |             |            |           |          | El Salvador     | El Salvador     | 2               |  |
|  |             |             |            |           |          | Costa Rica      | Costa Rica      | 1               |  |

#### Semifinali
| San Salvador 7 dicembre 1995                                                                             | Honduras             | 1 – 1 (d.t.s.) | Costa Rica | Estadio Cuscatlán (5.000 spett.) |
| \| \| \| \| \| Rudy Alberto Williams 55’ \| Marcatori \| 60’ Fonseca \| \| \| Tiri di rigore 4 – 2 \| \| |                      |                |            |                                  |
| |                      |                |            |                                  |
| Rudy Alberto Williams 55’                                                                                | Marcatori            | 60’ Fonseca    |            |                                  |
| | Tiri di rigore 4 – 2 |                |            |                                  |

| San Salvador 7 dicembre 1995                | El Salvador | 0 – 1     | Guatemala | Estadio Cuscatlán (30.000 spett.) |
| \| \| \| \| \| \| Marcatori \| 14’ Rodas \| |             |           |           |                                   |
|                                             |             |           |           |                                   |
|                                             | Marcatori   | 14’ Rodas |           |                                   |

#### Finale 3º posto
| San Salvador 10 dicembre 1995                                             | El Salvador | 2 – 1       | Costa Rica | Estadio Cuscatlán (35.000 spett.) |
| \| \| \| \| \| Díaz Arce 18’ Rodríguez 45’ \| Marcatori \| 72’ Fonseca \| |             |             |            |                                   |
|                                                                           |             |             |            |                                   |
| Díaz Arce 18’ Rodríguez 45’                                               | Marcatori   | 72’ Fonseca |            |                                   |

#### Finale
| San Salvador 10 dicembre 1995                            | Honduras  | 3 – 0 | Guatemala | Estadio Cuscatlán (10.000 spett.) |
| \| \| \| \| \| Núñez 1’ Pavón 25’ 57’ \| Marcatori \| \| |           |       |           |                                   |
|                                                          |           |       |           |                                   |
| Núñez 1’ Pavón 25’ 57’                                   | Marcatori |       |           |                                   |

Honduras, Guatemala e El Salvador qualificate alla CONCACAF Gold Cup 1996.

## Statistiche

### Classifica marcatori
3 reti
- Rolando Fonseca
- Carlos Pavón

2 reti
- Jorge Rodas
- Milton Núñez
- Mauricio Cienfuegos
- Raúl Díaz Arce
- Rivera

1 rete
- David MacCauley
- Sergio Morales
- Mauricio Wright
- Álex Pineda Chacón
- Nicolás Suazo
- Rudy Alberto Williams
- Jorge Humberto Rodríguez